# Joeri Sjaporin
Joeri Aleksandrovitsj Sjaporin (Russisch: Юрий Александрович Шапорин) (Gloechovo, gouvernement Tsjernigov, 8 november 1887- Moskou, 9 december 1966) was een Russisch componist en muziekpedagoog.

## Biografie
Hoewel hij als kind al een opmerkelijk gevoel voor muziek had, koos hij er toch voor rechten te studeren aan de Universiteit van Kiev. Toch bleef de muziek hem trekken en meldde hij zich, in 1913, uiteindelijk toch aan bij het Konservatorija im. N.V.Rimskogo-Korsakova (Russisch: Санкт-Петербургская государственная консерватория имени Н.А. Римского-Корсакова) van Sint-Petersburg, waar hij studeerde bij Grigori Sokolov, Maximilian Steinberg, en Nikolaj Tsjerepnin.
Als aankomend componist volgde hij aanvankelijk de nationalistische lijn van Rimsky-Korsakov.
Eenmaal afgestudeerd ging zijn voorkeur uit naar een meer progressieve stroming en stichtte hij in Sint-Petersburg het Groot Drama Theater tezamen met Gorky, Loenatsjarski, en Blok in 1919. Tot 1928 was hij muziektechnisch directeur van dit theater. Van 1926 tot 1930 was hij voorzitter van de Vereniging van Eigentijdse Muziek te Leningrad (met als doel  onderling ervaringen uit te wisselen als Europese componisten), waarvan hij tevens medeoprichter was. Tot 1934 werkte hij bij het Academisch Drama, het tegenwoordige Poesjkin-Theater. Gedurende deze tijd produceerde hij een opmerkelijke hoeveelheid vernieuwende theatermuziek.
In 1938 werd hij leraar voor compositie aan het Moskou Conservatorium P. I. Tsjaikovski (Russisch: Московская Государственная Консерватория им. П.И.Чайковского) in Moskou.
Al vanaf 1920 wekte hij aan zijn enige opera Dekrabristi, gebaseerd op een idee van Aleksej Tolstoj, waarvan de voorlopige versie genaamd Polina Gjobl in 1925 in Leningrad in première ging.
De uiteindelijke versie van Dekrabristi, op het libretto van Vsevolod Rozjdestvenski, tevens zijn bekendste werk, had zijn première op 23 juni 1953 in het Bolsjoi-Theater.  
Verder schreef hij ook nog o.a. de symfonische cantate  In de velden van Koelikov (1939), liederen, kamermuziek, toneel- en filmmuziek.
- Bibliothèque nationale de France: cb13989654j (data)
- Gemeinsame Normdatei: 119121808
- International Standard Name Identifier: 0000 0001 0968 0952
- Library of Congress Control Number: n80150102
- Nationale Bibliotheek van Letland: 000086513
- MusicBrainz: e7eb6e3d-540a-48cf-8e45-e853f77ae85a
- Nationale Bibliotheek van Tsjechië: mzk2006337199
- Nationale Bibliotheek van Israël: 987007375635805171
- Nederlandse Thesaurus van Auteursnamen: 270230491
- Istituto Centrale per il Catalogo Unico: BVEV116865
- LIBRIS: 105673
- Système universitaire de documentation: 244146969
- Trove: 1507157
- Virtual International Authority File: 44494398
- WorldCat: E39PBJyWVjWK9BVHV83XPtVt8C